# Oeko-tex
Oeko-Tex – zastrzeżony znak towarowy, nadawany przez Międzynarodowe Stowarzyszenie Badań i Testowania w Dziedzinie Ekologii Tekstyliów i Skóry (które również nazywa się skrótowo Oeko-Tex).

Logo

Stowarzyszenie Oeko-Tex na podstawie przeprowadzonych badań wydaje odpowiedni certyfikat, który umieszczany jest przez producentów na etykiecie danego produktu. Etykiety certyfikowane znakiem Oeko-Tex mają za zadanie potwierdzać bezpieczeństwo produktu dla człowieka i środowiska. O certyfikat mogą się ubiegać wytwórcy wyrobów włókienniczych i skórzanych oraz innych produktów, zgodnie z wymogami poszczególnych rodzajów certyfikatów (np. chemikalia).
Obecnie stowarzyszenie wydaje następujące certyfikaty:
- Oeko-Tex Standard,
- Made in Green by Oeko-Tex (oficjalnie Oeko-Tex Standard 100 plus),
- Leather Standard by Oeko-Tex (dla wyrobów skórzanych),
- Eco Passport by Oeko-Tex (dotycząca chemikaliów stosowanych w produkcji tekstylnej),
- STeP by Oeko-Tex (dawniej Oeko-Tex Standard 1000),
- Detox TO Zero by Oeko-Tex – raport stanu zerowego dla zakładów produkcyjnych.

Produkty certyfikowane znakiem Oeko-Tex potwierdzają czystość wyrobów włókienniczych i wyrobów skórzanych na wszystkich etapach produkcyjnych (zaczynając od surowców takich jak włókna, przędze, guziki, nici, tkaniny aż po badania produktów gotowych do użycia). Ponadto niektóre certyfikaty dodatkowo potwierdzają wpływ na warunki społeczne i środowiskowe w zakładach produkcyjnych.

## Organizacja Oeko-Tex
Międzynarodowe Stowarzyszenie Badań i Testowania w Dziedzinie Ekologii Tekstyliów i Skóry (Oeko-Tex) z siedzibą w Zurychu (Szwajcaria) zostało założone w 1992 roku przez niemiecki Instytut Hohenstein i Austriacki Instytut Włókiennictwa (OETI). Obecnie stowarzyszenie Oeko-Tex skupia 18 neutralnych instytutów testowych i badawczych w Europie i Japonii z biurami kontaktowymi w ponad 70 krajach na całym świecie.
W Polsce jedynym prawnym przedstawicielem Stowarzyszenia Oeko-Tex jest Łukasiewicz - Łódzki Instytut Technologiczny
 

## Certyfikaty wydawane przez Oeko-Tex

### Oeko-Tex Standard
Pierwszym certyfikatem stworzonym przez Organizację Oeko-Tex  jest oznaczenie Oeko-Tex Standard 100 dla wyrobów włókienniczych. Ten znak zaświadcza o zgodności z normami zawartymi w załączniku XVII REACH. Dokument ten zawiera metody testowania i wartości graniczne dla potencjalnie szkodliwych chemikaliów. Ten niezależny system testowania i certyfikacji stosowany jest do materiałów włókienniczych i ich półproduktów na wszystkich etapach produkcji oraz dla gotowych wyrobów włókienniczych. Przykładami kwalifikujących się produktów do certyfikacji są surowe takie jak gotowe i barwione przędze, gotowe i barwione wykończone tkaniny, dzianiny oraz towary konsumpcyjne (wszystkie rodzaje odzieży, tekstylia domowe, bielizna pościelowa, artykuły z frote, zabawki tekstylne i inne).
Produkty, którym przyznano ten znak jakości, są wolne od substancji szkodliwych w stężeniach mających negatywny wpływ na stan zdrowia człowieka oraz negatywny wpływ na środowisko m.in. pestycydów, chlorofenoli, formaldehydu, barwników alergizujących, zabronionych barwników azowych i ekstrahowalnych metali ciężkich. Materiały bada się zarówno pod kątem braku toksycznych związków jak i limitów na obecność substancji dozwolonych.
Certyfikat Oeko-Tex jest ważny przez jeden rok, po tym czasie można starać się o przedłużenie na kolejny rok.
 

### STeP by Oeko-Tex
STeP by Oeko-Tex® (z ang. Sustainable Textile Production) to światowy system certyfikacji przyjaznych dla środowiska i odpowiedzialnych społecznie zakładów produkcyjnych w branży tekstylnej i odzieżowej. STeP to certyfikat stworzony przez Organizację Oeko-Tex i wprowadzona w 2013 r., jego aktualizacja miała miejsce w 1995 r.  Aktualna wersja standardu STeP jest dostępna na stronie Oeko-Tex.
Certyfikat STeP nie jest przeznaczona do oznaczania wyrobów, a jedynie do komunikacji między firmami. Ma on na celu umożliwienie firmą z różnych państw porównanie systemów jakości w jakich pracują. Biorąc pod uwagę międzynarodowe różnice w regulacjach prawnych, STeP działa jako narzędzie pokazujące społeczeństwu osiągnięcia firm produkcyjnych w zakresie zrównoważonych procesów produkcyjnych w przejrzysty, wiarygodny i jasny sposób.
Dzięki centralnej bazie danych MySTeP prowadzonej przez Oeko-Tex certyfikowane obiekty mogą udostępniać swoje dane certyfikacyjne swoim klientom w łańcuchu tekstylnym. Przewodnią zasadą certyfikacji według STeP firmy Oeko-Tex nie jest jednorazowa optymalizacja działań środowiskowych, a stałe wdrażanie przyjaznych dla środowiska procesów produkcyjnych, optymalnych dla zdrowia i bezpieczeństwa oraz wpływanie na społecznie akceptowalne warunki pracy.
Certyfikat STeP jest ważny przez trzy lata.
 

### Made in Green by Oeko-Tex
Made in Green by Oeko-Tex to certyfikat dla produktów tekstylnych, które zostały wyprodukowane w zrównoważony sposób i były przetestowane pod kątem zawarcia substancji szkodliwych zgodnie z kryteriami Oeko-Tex. W szczególności produkty tekstylne (i ich poszczególne komponenty) muszą przejść pomyślnie testy pod kątem zgodności z wymaganiami normy Oeko-Tex Standard 100, następnie zakład produkcyjny musi przejść audyt na certyfikat STeP – przez Oeko-Tex. Po spełnieniu tych kryteriów firma dostaje przyznany znak jakości "Made in Green", który został zastąpiony w 2015 r. jego poprzednią wersją Oeko-Tex Standard 100 plus.
Certyfikat "Made in Green" jest ważny jeden rok, po upływie tego czasu producenci muszą złożyć wniosek o odnowienie certyfikatu.
 

### Leather Standard by Oeko-Tex
The Leather Standard by Oeko-Tex (dla wyrobów skórzanych) został wprowadzony w 2017 r. Jest to opracowany system metod testowania, kryteriów testowania oraz wartości granicznych dla substancji szkodliwych z którego korzystają wszyscy członkowie stowarzyszenia Oeko-Tex w celu przyznania certyfikatu bezpieczeństwa ekologicznego wyrobów skórzanych. Do wyrobów zaliczamy półprodukty skórzane typu skóry garbowane w kolorze chromu, "Mokra biel" – czyli skóry garbowane roślinne, zwykłe skóry, skóry klejone oraz gotowe artykuły ze skóry. Podczas certyfikowania wyrobów skórzanych, które zawierają elementy inne niż skórzane (na przykład tekstylne lub metalowe), wymagania normy skórzanej są powiązane z wymaganiami normy Standard 100.
Certyfikacja według normy skórzanej jest ważna przez jeden rok.
 

### Eco Passport by Oeko-Tex
Eco Passport by Oeko-Tex (dotycząca chemikaliów stosowanych w produkcji tekstylnej) to system certyfikacji chemikaliów tekstylnych takich jak barwniki, wybielacze optyczne, środki antystatyczne, kleje czy też środki czyszczące. Został on wprowadzony w 2016 r. Substancje chemiczne opatrzone znakiem Eco Passport spełniają wymagania dotyczące zrównoważonej produkcji tekstylnej.
Trójstopniowy proces weryfikacji analizuje czy produkty chemiczne i każdy poszczególny składnik spełniają określone wymagania w odniesieniu do zrównoważonego rozwoju, bezpieczeństwa i zgodności z przepisami ustawowymi.
Etykieta Eco Passport Oeko-Tex może być wydawana producentom, handlowcom i odsprzedawcom chemikaliów i jest ważna przez jeden rok. 

## Proces certyfikacji i testy kontrolne
Aby produkt tekstylny lub skórzany był certyfikowany przez Oeko-Tex, producenci muszą dostarczyć próbki wszystkich komponentów (w tym akcesoriów takich jak guziki, zamki, ćwieki, nici do szycia, etykiety lub nadruki) do analizy do laboratorium jednego z członków Oeko-Tex. Certyfikat Oeko-Tex jest wydawany po pomyślnym przetestowaniu materiałów pod kątem zgodności ze standardami Oeko-Tex i podpisaniu deklaracji zgodności. Częścią procesu certyfikacji jest również audyt firmowy w zakładzie produkcyjnym certyfikowanego przedmiotu. Jest on przeprowadzany krótko przed lub po wydaniu certyfikatu. Później audyty odbywają się co najmniej raz na trzy lata.
Aby zweryfikować ciągłą zgodność z wymaganymi wartościami granicznymi, stowarzyszenie Oeko-Tex przeprowadza coroczne kontrole co najmniej 25% wszystkich wydanych certyfikatów Standard 100 i Leather Standard. Kontrole te obejmują niezapowiedziane wizyty firmowe i testy laboratoryjne etykietowanych próbek produktów pozyskanych ze sklepów i zakładów produkcyjnych. Aktualne informacje o wycofanych certyfikatach znajdują się na stronie Oeko-Tex.
Również dla innych certyfikatów takich jak STeP, Oeko-Tex przeprowadza niezapowiedziane kontrole na miejscu w zakładach produkcyjnych w celu zapewnienia ciągłej zgodność z wymogami Oeko-Tex.